# Nina Öger
Nina Sema Öger (* 21. Januar 1974 in Hamburg) ist eine deutsche Unternehmerin. Sie gilt als eine der bekanntesten Managerinnen türkischer Abstammung in Deutschland.

## Leben und Karriere
Hannelore Rosler-Weigel und Vural Öger sind ihre Eltern, die Ende der 1960er Jahre zusammen das Unternehmen Öger Tours aufgebaut hatten. Nach der Trennung der Eltern wuchs Öger in Marburg bei ihrer Mutter auf. Bereits mit 14 Jahren begann sie in der Firma ihres Vaters zu jobben. Nach dem Abitur studierte sie Internationale Betriebswirtschaft an der EBC Hochschule Hamburg und arbeitete danach weiter in der elterlichen Firma. Seit 2003 war sie auch Geschäftsführerin des damals fünftgrößten Reiseveranstalter Deutschlands. In den folgenden Jahren stellte sie den Konzern neu auf und erweiterte das Angebot um Städte-, Kultur- und Wellnessreisen. Nach dem Verkauf der Firma an Thomas Cook zog Öger in die Türkei und übernahm die Leitung der Incoming-Agentur Holiday Plan und der Majesty Hotels & Resorts, die bis zur Insolvenz Anfang 2016 nach wie vor zur Vural Öger Firmengruppe zählten.

## Philanthropisches Wirken
In Zusammenarbeit mit UNICEF unterstützt sie den Schulbesuch von Mädchen in der Türkei mit dem Programm Haydi Kızlar Okula (deutsch: „Auf in die Schule, Mädchen“). 2007/08 unterstützte sie als Botschafterin die Aktion Vielfalt als Chance der Bundesbeauftragten für Migration und Integration Maria Böhmer.

## Privatleben
Öger ist seit 2002 alleinerziehende Mutter einer Tochter und lebt in Istanbul.